# 俄羅斯湖 (別扎尼齊區)
57°12′57″N 30°39′17″E / 57.21583°N 30.65472°E
俄羅斯湖（俄语：Русское озеро），是俄羅斯的湖泊，位於該國西北部，由普斯科夫州負責管轄，處於別扎尼齊區，面積4.2平方公里，集水區面積23平方公里，平均水深3.5米，最大水深5.5米。